# Marie Blažková (politička)
Marie Blažková (* 18. října 1965) je bývalá česká politička, v letech 2014 až 2018 primátorka města Děčína, nestranička za hnutí ANO 2011.

## Život
Vystudovala obor sociální politika a sociální práce na Univerzitě Jana Evangelisty Purkyně v Ústí nad Labem a obor sociální pedagogika na Univerzitě Hradec Králové (získala titul Mgr.).
Po maturitě 12 let učila v mateřské škole. Od roku 1997 pracovala na Úřadu práce v Děčíně, v letech 2011 až 2014 byla jeho ředitelkou. Dlouhodobě se angažuje v komunitním plánování města Děčína ve skupině pro osoby se zdravotním postižením. Byla také členkou sociální a zdravotní komise města.
Marie Blažková je vdaná, má jednu dceru. Žije v děčínské městské části Podmokly.

## Politické působení
Do politiky vstoupila, když byla v komunálních volbách v roce 2014 zvolena zastupitelkou města Děčína, když z pozice nestraníka vedla kandidátku hnutí ANO 2011. Hnutí volby ve městě vyhrálo a na spolupráci se domluvilo se třetí Volbou pro město a se čtvrtou koalicí ODS a hnutí Pro sport a zdraví. Dne 25. listopadu 2014 pak byla Marie Blažková zvolena primátorkou statutárního města Děčína.
V komunálních volbách v roce 2018 již nekandidovala, protože se rozhodla zcela odejít z politiky. Jejím nástupcem byl dne 5. listopadu 2018 zvolen Jaroslav Hrouda z hnutí ANO 2011.